# Beuvry
Beuvry är en kommun i departementet Pas-de-Calais i regionen Hauts-de-France i norra Frankrike. Kommunen ligger i kantonen Nœux-les-Mines som tillhör arrondissementet Béthune. År 2022 hade Beuvry 9 078 invånare.

## Befolkningsutveckling
Antalet invånare i kommunen Beuvry
| Referens: INSEE |